# Symbrenthia optatus
Symbrenthia optatus är en fjärilsart som beskrevs av Hans Fruhstorfer 1912. Symbrenthia optatus ingår i släktet Symbrenthia och familjen praktfjärilar. Inga underarter finns listade i Catalogue of Life.